# Hrabstwo Boone (Wirginia Zachodnia)
Hrabstwo Boone (ang. Boone County) – hrabstwo w stanie Wirginia Zachodnia w Stanach Zjednoczonych. Obszar całkowity hrabstwa obejmuje powierzchnię 503,18 mil² (1303,23 km²). Według szacunków United States Census Bureau w roku 2010 miało 24 629 mieszkańców.
Hrabstwo powstało w 1847 roku. 

## Miasta
- Danville
- Madison
- Sylvester
- Whitesville[4]

## CDP

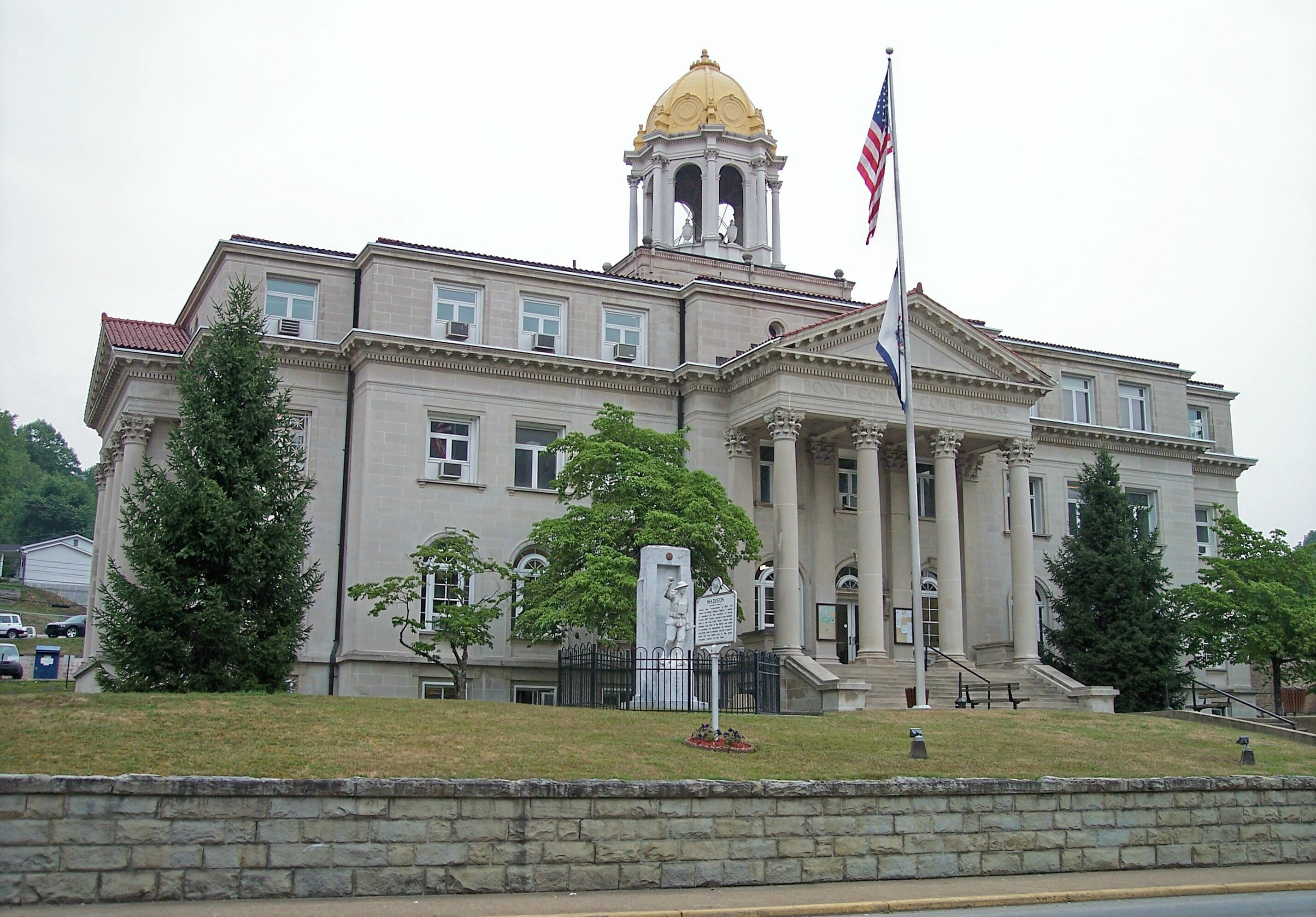
Budynek administracji hrabstwa (courthouse) w Madison

- Comfort
- Greenview
- Racine
- Twilight
- Van[4]

| Populacja hrabstwa w poprzednich latach | Populacja hrabstwa w poprzednich latach |
| Rok                                     | Liczba ludności                         |
| --------------------------------------- | --------------------------------------- |
| 1980                                    | 30 235                                  |
| 1990                                    | 25 870                                  |
| 2000                                    | 25 535                                  |
| 2010                                    | 24 629                                  |